# 刘爱琴

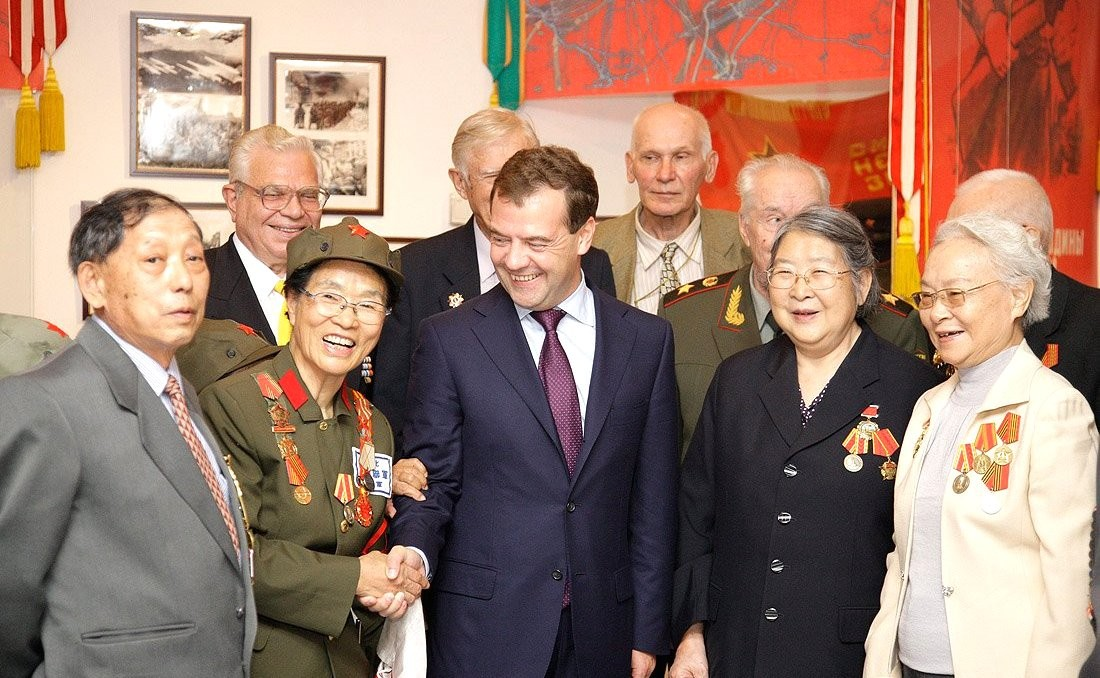
2010年，俄罗斯总统梅德韦杰夫访问中国大连时，会见中俄两国的二战老兵。前排左起：王立平（88旅老战士）、李敏（原黑龙江省政协副主席）、梅德韦杰夫、李敏（毛泽东之女）、刘爱琴

刘爱琴（1927年4月1日—2020年6月7日）女，祖籍湖南宁乡，生于湖北汉口，中国前国家主席刘少奇长女。

## 生平
大革命时期，1927年4月，刘爱琴生于汉口尚德里4号，乳名“爱儿”。父亲刘少奇时任中共中央委员、中华全国总工会驻武汉办事处秘书长、湖北省总工会秘书长，母亲为何宝珍。出生后不久，由于政局动荡，被交给汉口一个工人运动积极分子家抚养。后因该工人家生活贫困，曾被该工人送到汉口一个当黄包车工人的亲戚家当童养媳。
抗日战争爆发后，1938年，被周恩来派人找到，送到八路军驻武汉办事处，在这里见到了夏之栩（当年是刘爱琴生母何宝珍的狱友）。1938年春，被送到延安与父亲刘少奇团聚，当时母亲何宝珍早已牺牲。1938年秋，和刘少奇的长子刘允斌被送进延安保育小学学习，临上学时，刘少奇为她取名刘爱琴。
1939年10月，刘爱琴及哥哥刘允斌一起到苏联，进入莫斯科伊凡诺沃国际儿童院学习。1940年，进入苏联十年制学校读书。苏联卫国战争爆发后，刘爱琴参加苏联红军后备军。1946年，进入莫斯科通讯技术专科学校学习，并和该校无线电系学生费尔南多（西班牙共产党总书记伊巴露丽的外甥）恋爱。毕业前两人结婚。1949年，通过了毕业考试的刘爱琴随秘密访问苏联的父亲刘少奇回到中国，同时因刘少奇不同意，她和费尔南多分手，当时刘爱琴已怀孕。
回国后，经刘少奇安排，刘爱琴到北师大女附中当教员。任教一年后，进入中国人民大学计划经济系学习。1953年从中国人民大学毕业，分配到国家计委综合局工作。这时，她已按刘少奇的安排与巴彦孟和结婚。1950年代中期，国务院精简机构，动员干部下放劳动及支援边疆建设。在父亲刘少奇督促下，刘爱琴夫妇全家下放内蒙古，在那里工作、生活将近20年。她在呼和浩特的内蒙古自治区统计局工作。1965年加入中国共产党。
文化大革命爆发后，1966年7月30日到8月1日，内蒙古已经开始“文化大革命”，刘爱琴所在党支部派她到北京给刘少奇转交一份揭发乌兰夫罪行的材料，这是她最后一次见到父亲，时任国家主席刘少奇正在主持工作组。随着刘少奇失势，1967年初，刘爱琴被停止工作，几个月后在呼和浩特被隔离审查。隔离审查的两三年内，刘爱琴受到残酷迫害、打骂，有一次打骂时，她的牙被打坏，小便失禁。在刘爱琴被隔离审查期间，哥哥刘允斌被迫害自杀，弟弟刘允若被捕入狱。1969年11月12日，刘少奇逝世。刘爱琴得知后，哭了两天两夜，没吃东西。刘爱琴被开除党籍、开除公职，押往农村接受劳动改造。1977年刘允若去世后，刘爱琴给中共中央组织部写信，称因为“文革”12年没工作，要求恢复工作。中共中央组织部当时仍是郭玉峰当部长，拖延不办。一年多后，有次一个处长问刘爱琴想到哪儿工作，刘爱琴说最好回北京，他说再研究一下，后又问要不去河南、河北、湖南、湖北。1978年初，刘爱琴到河北石家庄任教于河北师范大学。
1979年4月，已在河北师范大学任教的刘爱琴接到“彻底平反、恢复党籍、恢复公职”的通知。1980年，父亲刘少奇完全恢复名誉。后来，刘爱琴调到北京中国人民警官大学担任俄语教师、副教授。1989年，与小她3岁的沃宝田结婚。曾获全国妇联授“三八红旗手”称号及公安部授予人民警察一级金盾荣誉奖章。后离休。
1995年，刘爱琴获俄罗斯联邦总统叶利钦签发的“参加伟大的苏联卫国战争钢铁战士”证书及纪念章，2010年，获得俄罗斯颁发“伟大卫国战争胜利65周年”勋章。2015年4月15日，俄罗斯驻华大使馆举行仪式，由大使安德烈·杰尼索夫代表俄罗斯总统普京，向32位为苏联卫国战争做出贡献的中国老兵授纪念奖章，毛泽东之女李敏、刘少奇之女刘爱琴、瞿秋白之女瞿独伊、李富春之女李特特等知名中共领导人后代均到场领取奖章。2015年5月9日，莫斯科举办卫国战争胜利日阅兵，应俄罗斯政府邀请，刘少奇之女刘爱琴、朱德外孙女刘丽、李范五之子李多力、刘辉山之女刘霞4位中国代表及家人加入“不朽军团”方阵，举7幅头像走过红场接受检阅，7幅头像分别是：毛泽东及其子毛岸英、刘少奇及其子刘允斌、朱德及其女朱敏，刘霞的丈夫王立臣。同样受到俄罗斯政府邀请的毛泽东之女李敏因病没有前来参加。

## 家庭
- 第一任丈夫：费尔南多，西班牙人，西班牙共产党总书记伊巴露丽（绰号“热情之花”）的外甥。1949年，访问苏联的刘少奇认为这桩婚姻不妥，决定回国的刘爱琴不得不离开费尔南多。1959年起，两人通信中断。1963年夏，因车祸去世。两人育有儿子“索索”，名字取自费尔南多姓中的一个字。[10][7]
- 第二任丈夫：巴彦孟和，中国蒙古族人，1950年代结婚，文化大革命之前分手。[7]
- 第三任丈夫：沃宝田，1989年结婚。[7]

## 著作
- 《我的父亲刘少奇》（1998年）辽宁人民出版社